# دلار جزایر پیت‌کرن
دلار جزایر پیت‌کرن (به انگلیسی: Pitcairn Islands dollar) (به زبان بومی: Pitkern Ailen dollar) یکای پول رایج در کشور جزایر پیت‌کرن است. مسئولیت کنترل این واحد پولی برعهدهٔ بانک جزایر پیت‌کرن قرار دارد.